# Ямино
Я́мино (болг. Ямино) — село в Кирджалійській області Болгарії. Входить до складу общини Джебел.

## Населення
За даними перепису населення 2011 року у селі проживала 91 особа, усі — турки.
Розподіл населення за віком у 2011 році:
Динаміка населення: